# Bandeira do Equador
A bandeira do Equador, que consiste em três faixas horizontais de amarelo (dobro de largura das demais), azul e vermelho, com o brasão nacional ao centro, foi adaptada a 26 de Setembro de 1860. É muito semelhante à bandeira da Colômbia e da Venezuela, que também fizeram parte da Grande Colômbia. É baseada numa proposta de Francisco de Miranda.

## Cores
As cores da bandeira do Equador nos valores RGB, Hexadecimal e CMYK
|             | Amarelo      | Azul          | Vermelho     |
| ----------- | ------------ | ------------- | ------------ |
| RGB         | 252, 221, 54 | 41, 79, 160   | 234, 29, 34  |
| Hexadecimal | #fddc36      | #294fa0       | #ea1d20      |
| CMYK        | 0, 13, 79, 1 | 74, 51, 0, 37 | 0, 88, 86, 8 |

## Outras bandeiras

Bandeira da marinha mercante
Bandeira civil
Bandeira da Marinha
Bandeira presidencial

## Bandeiras históricas

Bandeira do Império Espanhol com a Cruz de Borgonha
Bandeira da Espanha de 1785 a 1931
Bandeira de Miranda em 1806
Bandeira do Equador em 1820
Bandeira da Grande Colômbia de 1822 a 1830
Bandeira do Equador em 1822
Bandeira do Equador em 1845
Bandeira do Equador de 1845 a 1860

## Bandeiras provinciais

Azuay
Bolívar
Cañar
Carchi
Cotopaxi
El Oro
Esmeraldas
Galápagos
Guayas
Imbabura
Loja
Los Ríos
Manabí
Morona-Santiago
Napo
Orellana
Pastaza
Pichincha
Santo Domingo de los Tsáchilas
Sucumbíos
Tungurahua
Zamora-Chinchipe